# 남찬섭
남찬섭(南燦燮, 1985년 3월 1일 ~ )은 전 KBO 리그 두산 베어스의 투수이다. 당시 등번호는 40번이다.

## 출신학교
- 송정동초 → 광주제일고등학교 → 중앙고등학교(전학)

## 아마추어 시절
중앙고 시절 2003년 봉황대기 전국고교야구대회에서 감투상을 수상하였다.